# ブラックフィン (潜水艦)
ブラックフィン (USS Blackfin, SS-322) は、アメリカ海軍の潜水艦。バラオ級潜水艦の一隻。艦名は漠然と「黒い鰭の魚」を意味し、多種多様な魚の修飾語である。アメリカ公文書は「五大湖に生息する食用魚」と記述し、サケ科シロマス属のブラックフィン・シスコが由来であると示唆している。

## 艦歴
ブラックフィンは1943年6月10日にコネチカット州グロトンのエレクトリック・ボート社で起工した。1944年3月12日にチャールズ・A・ロックウッド少将の夫人によって命名、進水し、7月4日に艦長ジョージ・H・ライアード・ジュニア少佐（アナポリス1933年組）の指揮下就役する。その後、9月11日に真珠湾に到着した。

### 第1、第2の哨戒 1944年9月 - 1945年2月
9月30日、ブラックフィンは最初の哨戒で南シナ海に向かった。サイパン島を経由した後哨区に入った。11月1日、ブラックフィンは北緯12度57分 東経120度12分 / 北緯12.950度 東経120.200度のミンドロ島北西端カラビテ山の南西60キロ地点で、タラカンからマニラに向かっていたM246船団を発見。ブラックフィンは僚艦レイ (USS Ray, SS-271)とともにこれを攻撃。レイがタンカー「第七蓬莱丸」（蓬莱タンカー、834トン）を撃沈したのに続いて第十二雲海丸（中村汽船、2,745トン）とカロリン丸（ナンボ汽船、320トン）の2隻を撃沈した。12月4日、ブラックフィンは60日間の行動を終えてフリーマントルに帰投。艦長がウィリアム・L・キッチ（アナポリス1938年組）に代わった。

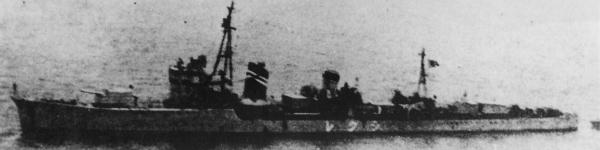
駆逐艦「時雨」（1939年）

1945年1月2日、ブラックフィンは2回目の哨戒で南シナ海に向かった。1月24日、ブラックフィンは北緯06度00分 東経103度48分 / 北緯6.000度 東経103.800度のマレー半島東岸クアンタン沖でヒ87船団を発見し、僚艦ベスゴ (USS Besugo, SS-321)とともにこれを攻撃。朝7時4分、ブラックフィンは駆逐艦時雨に向けて魚雷を発射。魚雷1本が時雨の左舷側後部に命中し、時雨は瞬時に大傾斜、10分後に沈没していった。また、1時間後にはベズゴがタンカーさらわく丸（三菱汽船、5,135トン）を撃破した。2月15日、ブラックフィンは45日間の行動を終えてスービック湾に帰投した。

### 第3、第4、第5の哨戒 1945年3月 - 1945年2月
3月6日、ブラックフィンは3回目の哨戒で南シナ海に向かった。3月28日、ブラックフィンは北緯12度37分 東経109度28分 / 北緯12.617度 東経109.467度のインドシナ半島ナトラン湾北方で南号作戦最終船団のヒ88J船団を発見した。ブラックフィンが船団を発見した頃、先にB-24による攻撃が行われており、ブラックフィンは攻撃機会を待った。その時、第26号海防艦がブラックフィンの潜望鏡を発見し、爆雷攻撃を行った。爆雷はブラックフィンの至近で爆発し、そのショックで魚雷4本が誤作動を起こした。また、計器機器類や主機械もダメージを受け一部区画に浸水が起こった。ダメージの程度は大きく、ブラックフィンは哨戒を中止した。4月9日、ブラックフィンは36日間の行動を終えてフリーマントルに帰投した。
5月8日、ブラックフィンは4回目の哨戒で南シナ海およびタイランド湾方面に向かった。しかし、この頃には日本の主だった艦船はほとんど姿を消しており、この哨戒で戦果を挙げることはできなかった。5月21日にスービック湾に寄港し、補給と整備を行った後出港した。6月9日にはサイパン島に寄港。6月20日、ブラックフィンは31日間の行動を終えて真珠湾に帰投した。
7月17日、ブラックフィンは5回目の哨戒で東シナ海および黄海に向かった。戦争が終末を迎えつつあったこの時期、この哨戒でも戦果を挙げることはできなかった。ブラックフィンは救助任務にも従事し、ブラックフィンは哨戒中に終戦を迎えた後、61個の浮遊機雷を破壊した。9月5日、ブラックフィンは37日間の行動を終えてグアム島アプラ港に帰投した。
ブラックフィンは第二次世界大戦の戦功で3個の従軍星章を受章した。また、撃沈トン数の合計は4,325トンであった。

### 戦後
ブラックフィンはアプラ港で修理と給油を行った後サンディエゴに向かい、同地で第1潜水艦戦隊に合流した。その後、ブラックフィンは1948年7月まで太平洋での任務に就いた。任務の大半はハワイおよびマリアナ諸島で行われた。1946年6月から7月にかけては北極圏での作戦行動に参加。ブラックフィンは1948年7月に不活性化のためメア・アイランド海軍造船所入りし、11月19日に予備役となる。1950年11月からブラックフィンは GUPPY 改修が行われ、1951年5月15日に再就役した。再就役後は太平洋艦隊潜水艦部隊と共にサンディエゴを拠点として活動し、1954年3月8日に真珠湾へ転属となる。この配備の間にブラックフィンは1951年12月から1952年6月、1955年1月から6月までの2度の極東巡航を行い、また沿岸での訓練および哨戒訓練を行った。ブラックフィンは1972年9月15日に退役し、同日除籍された。除籍後は標的艦として使用され、「SubSinkEx Project Thurber」において1973年5月13日にサンディエゴ沖で海没処分された。

## 登場作品
『女房は生きていた （Move Over, Darling）』『北極の基地/潜航大作戦 （Ice Station Zebra）』
両作にて撮影に使用されている。